# Barbara Villiers, 1. Duchess of Cleveland

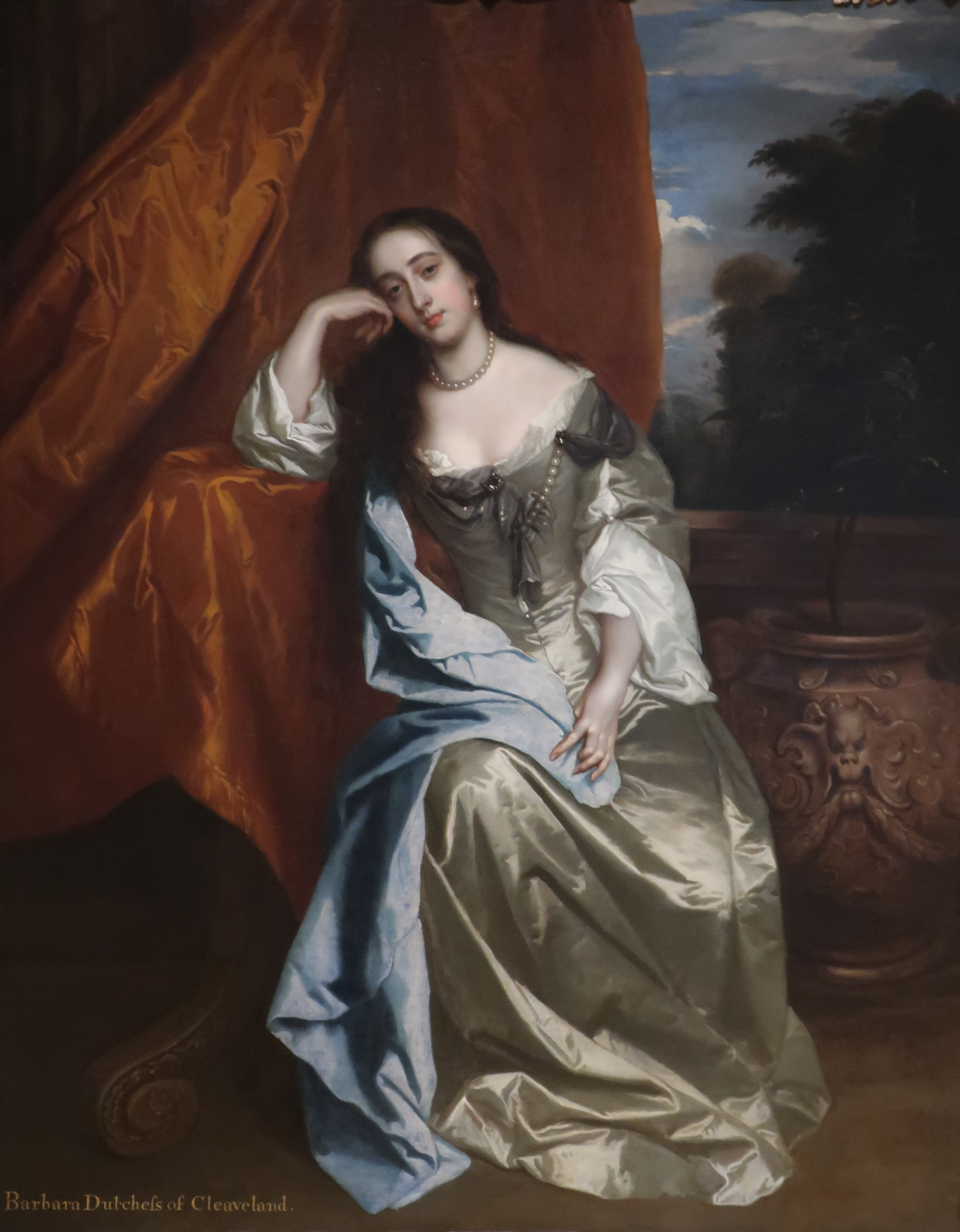
Lady Barbara Villiers (Gemälde von Sir Peter Lely)

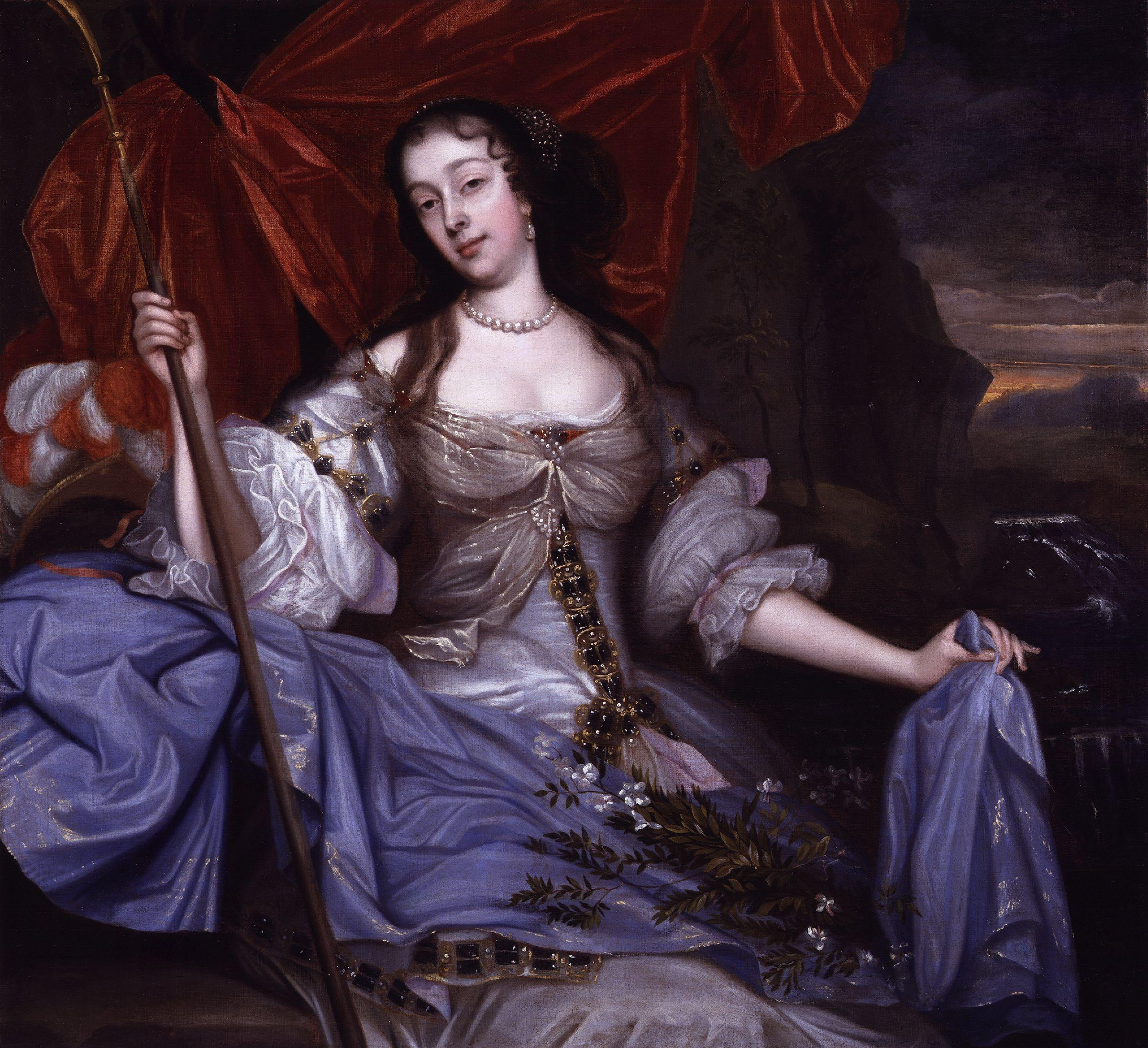
Lady Barbara Villiers (Gemälde von John Michael Wright, Öl auf Leinwand, 1670)

Barbara Villiers, 1. Duchess of Cleveland (* November 1640; † 9. Oktober 1709; verheiratete Palmer, Countess of Castlemaine) war neben Nell Gwyn die berühmteste der zahlreichen Mätressen des englischen Königs Karl II.

## Leben
Barbara Villiers war das einzige Kind von William Villiers, 2. Viscount Grandison und der reichen Erbin Mary Bayning. Als ihr Vater 1643 an einer Kriegsverletzung starb, ließ er Frau und Tochter in ärmlichen Verhältnissen zurück. Sie galt als ausgesprochene Schönheit, jedoch mangels Mitgift war sie keine gute Partie. Ihre erste Liebe als Fünfzehnjährige zu Philip Stanhope, 2. Earl of Chesterfield, scheiterte daran.
Am 14. April 1659 heiratete sie gegen den Willen seiner Familie Roger Palmer, einen Diplomaten und Mathematik-Gelehrten. 1660 wurde sie die Geliebte von Karl II., während er noch im Exil in Holland lebte. Von ihren sechs Kindern wurden fünf durch König Karl II. offiziell anerkannt, aber nicht für die Thronfolge legitimiert. Es wird angenommen, dass keines ihrer Kinder von ihrem Ehemann stammt.
Karl II. erhob Roger Palmer am 11. Dezember 1661 zum Earl of Castlemaine und Baron Limerick, Titel, die vor allem dazu dienten, seine Mätresse und deren Kinder zu versorgen. Die Erblichkeit dieser Titel wurde aber ausdrücklich auf dessen Kinder mit Barbara begrenzt: “children gotten on Barbara Palmer, now wife”. 1661 brachte sie ihr erstes von fünf Kindern mit Karl II. zur Welt, Lady Anne Palmer. 1662 trennte sie sich nach der Geburt ihres ersten Sohnes von ihrem Ehemann.
Barbara Palmers Schönheit wurde von Samuel Pepys oft beschrieben und gerühmt. Sir Peter Lely malte mehrere Porträts von ihr. Lely war so hingerissen von ihr, dass er sich laut Pepys außerstande sah, ihre Schönheit in Bildern festzuhalten: “it was beyond the compass of art to give this lady her due, as to her sweetness and exquisite beauty” („es ging über die Möglichkeiten der Kunst hinaus, der Süße und exquisiten Schönheit dieser Dame gerecht zu werden“ Samuel Pepys, Diary).
In Edward Hyde, 1. Earl of Clarendon, dem Berater des Königs, hatte sie jedoch einen Erzfeind, dem ihre Position als Zofe der Königin missfiel. Das Verhältnis zur Königin, die kinderlos blieb und sie als offizielle Mätresse akzeptieren musste, war ebenfalls sehr gespannt. 1662 kam es zur sogenannten Bedchamber Crisis (Schlafkammer-Krise), in der sich Barbara Palmer sogar gegen die Wünsche der englischen Königin durchsetzen konnte. Im gleichen Jahr erwirkte sie die Entlassung einer Hofdame der Königin, da diese es gewagt hatte, sich mit ihr zu streiten. Bis 1662 hatte sie augenscheinlich mehr Einfluss am englischen Hof als die Königin.
Wegen ihrer berüchtigten Temperamentsausbrüche, mit denen sie auch die Legitimation ihrer unehelichen Kinder vom König einforderte, sank ihr Einfluss auf den König und am englischen Hof ab 1670 immer weiter. Am 3. August 1670 ernannte Karl II. sie zur Duchess of Cleveland, Countess of Southampton und Baroness Nonsuch. Diese Titel waren mit dem besonderen Zusatz verliehen, dass sie nacheinander an ihre beiden Söhne Charles und George vererbbar seien, die damals noch als Söhne von Barbaras Ehemann Roger Palmer galten. Als der König sich stärker anderen Mätressen zuwandte, wie Nell Gwyn oder Louise de Kérouaille, wandte sie sich ebenfalls neuen Liebhabern zu, wie dem Seiltänzer Jacob Hall und ihrem Cousin John Churchill, 1. Duke of Marlborough, den sie zum Teil mit Geldern des Königs aushielt. 1673 verlor sie durch den Test Act ihre Stellung als Lady of the Bedchamber (Hofstaatsdame oder Oberhofmeisterin) der Königin. Der Test Act verbot Katholiken auch die Arbeit bei Hofe oder in königlichen Gemächern. Zwischen 1673 und 1674 erkannte der König die Vaterschaft für ihre gemeinsamen unehelichen Kinder an, woraufhin diese ihren Familiennamen von Palmer zu FitzRoy änderten. 1676 reiste sie mit ihren vier jüngsten Kindern nach Paris. 1705 starb ihr Mann und sie heiratete Major-General Robert Fielding, den sie später wegen Bigamie anzeigte. 1709 starb sie an Wassersucht.

## Nachkommen
Aus der gemeinsamen Beziehung mit dem König Karl II.:
- Lady Anne FitzRoy (1661–1722) ⚭ 1674 Thomas Lennard, 1. Earl of Sussex
- Charles FitzRoy, 2. Duke of Cleveland, 1. Duke of Southampton (1662–1730)
- Henry FitzRoy, 1. Duke of Grafton (1663–1690)
- Lady Charlotte FitzRoy (1664–1718) ⚭ 1677 Edward Lee, 1. Earl of Lichfield
- George FitzRoy, 1. Duke of Northumberland (1665–1716)
- Lady Cecelia FitzRoy (1671–1759), Nonne in Dünkirchen
- Lady Barbara (Benedicta) Fitzroy, sie wurde zwar anerkannt, aber war vermutlich die Tochter von John Churchill, 1. Duke of Marlborough.